# Cláudio (futebolista)
Cláudio Christóvam de Pinho (Santos, 18 de julho de 1922 — Santos, 1 de maio de 2000), mais conhecido apenas como Cláudio, foi um futebolista brasileiro que atuou como atacante.
É ídolo e o maior goleador da história do Corinthians, com 311 gols.

## Carreira
Nascido em Santos, começou na várzea, defendendo o Santa Cecília e ingressou nas categorias de base do Santos. Mostrou o seu talento pela primeira vez nos torneios chamados “Manhãs Esportivas”, na Vila Belmiro, onde destacou-se integrando a equipe “Antônio Guenaga”, e logo passou a fazer parte da equipe principal do Peixe. Estreou no time profissional com apenas 17 anos, em 27 de março de 1940, em um duelo amistoso diante do São Paulo Railway, na Vila Belmiro. Seu primeiro gol saiu dias depois, em 4 de abril, em outro amistoso, dessa vez diante do Guarani, em Campinas.
Em 1942 foi convocado pela Seleção Paulista e fez parte do grupo vencedor do Campeonato Brasileiro de Seleções Estaduais de 1942. Em 1942, teve a sua primeira convocação para a Seleção Brasileira.
Pouco tempo após atuar pelo Santos, teve uma passagem rápida pelo Palmeiras por empréstimo, onde marcou o primeiro gol do ex-Palestra Itália com o novo nome, em 1942, no mesmo ano ganhou o título paulista pelo clube alvi-verde. Porém, dentro de um ano, retornou a Vila Belmiro. Nos 111 jogos que realizou pelo Alvinegro Praiano, Cláudio assinalou 33 gols.
O Corinthians foi buscá-lo em 1945, para fazer dele um dos maiores ídolos do clube. Foi o líder de uma equipe considerada genial, que marcou 103 gols no Campeonato Paulista de 1951, que tinha Luizinho, Baltazar, Rafael, Simão e Carbone. Era rápido, habilidoso e um excelente cobrador de escanteios, faltas e pênaltis.
Pela Seleção foi campeão do Sul-Americano de 1949. Não jogou em Copas do Mundo, prejudicado pelo fato de que estas não ocorreram nos anos 40, e não foi chamado pelos técnicos da Seleção nas copas de 1950 e 1954. Em 1950, era um dos melhores pontas do pais ao lado de Tesourinha. Ficou fora da primeira convocação e mesmo após o corte de Tesourinha, por contusão, foi preterido pelo técnico Flávio Costa que preferiu chamar, como substituto, o lateral Alfredo do Vasco da Gama - Vasco que era o ex-time do treinador.
A derrota para o São Paulo na final do Paulista de 1957 marcou seu último jogo pelo clube alvi-negro. Mas continuou no clube, assumindo o cargo de técnico do time.
Demitido após 14 meses, aceitou um convite do São Paulo para voltar aos gramados novamente como jogador por um curto período tempo, entre 1959 e 1960. Assim, acabou tornando-se um dos poucos jogadores a defender os 4 maiores clubes de São Paulo, em sua carreira jogou 667 partidas marcando 366 gols oficialmente (média de 0,55 gols por partida).
Morreu em 2000, vítima de ataque cardíaco, em Santos, cidade onde nasceu.

## Títulos
Palmeiras
- Campeonato Paulista: 1942

Corinthians
- Pequena Taça do Mundo: 1953
- Campeonato Paulista: 1951, 1952, 1954
- Torneio Rio-São Paulo: 1950, 1953, 1954
- Copa Rio: 1955

Seleção Brasileira
- Copa Rio Branco: 1947
- Copa América: 1949